# María de los Ángeles Sánchez Conde
María de los Ángeles Sánchez Conde (26 de desembre de 1956) és una fiscal espanyola. Des del 2022 és tinent fiscal del Tribunal Suprem espanyol, sent la primera dona a ocupar el càrrec.
Després de llicenciar-se en Dret, va obtenir una plaça de fiscal el 1982. Ha estat destinada a les fiscalies de Cadis, Barcelona, Lleó i Biscaia. El 1990 va arribar a la Fiscalia del Tribunal Superior de Justícia de Madrid, i en va exercir com a cap des de 1992 fins que va ser traslladada a la Fiscalia del Tribunal Constitucional espanyol el 1997. Dins d'aquest òrgan, el setembre de 2006 va ser ascendida a tinent fiscal i el 28 d'agost de 2009 a fiscal en cap, a la vegada que fiscal de Sala, la màxima categoria dels fiscals.
A principis de 2021, es va integrar a la Fiscalia del Tribunal Suprem espanyol, després de ser nomenada per la fiscal general de l'Estat, Dolores Delgado, cap de la secció de fiscals destinats a la Sala Penal del Tribunal Suprem, i el gener de 2022 tinent fiscal del Tribunal Suprem, número dos del Ministeri fiscal i primera dona a ocupar aquesta posició. El 20 de juliol de 2022, després del cessament a petició pròpia de la fiscal general de l'Estat, Sánchez Conde va assumir de forma interina el càrrec.